# Neodon sikimensis
Neodon sikimensis је врста глодара из породице хрчкова (лат. Cricetidae). 

## Распрострањење
Врста је присутна у Бутану, Индији, Кини и Непалу.

## Станиште
Врста Neodon sikimensis има станиште на копну.

## Угроженост
Ова врста није угрожена, и наведена је као последња брига јер има широко распрострањење.

### Популациони тренд
Популациони тренд је за ову врсту непознат.